# Praon necans
Praon necans är en stekelart som beskrevs av Mackauer 1959. Praon necans ingår i släktet Praon och familjen bracksteklar. Arten är reproducerande i Sverige. Inga underarter finns listade i Catalogue of Life.